# Urtica dioica

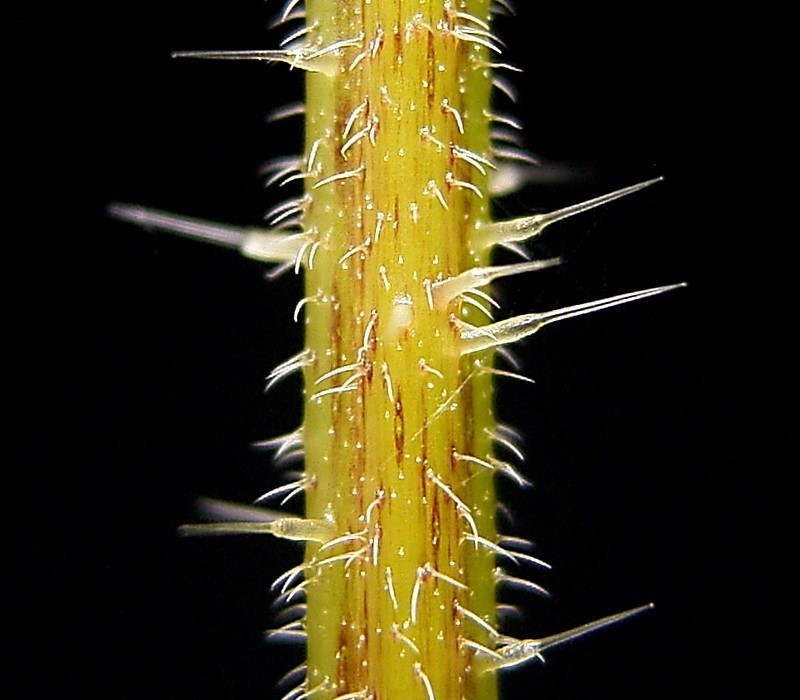
D. urticaria: close-up dos pêlos defensivos

Urtiga-comum ou Urtica dioica, é uma planta herbácea de floração perene, nativa da Europa, Ásia, norte da África e América do Norte; e é o membro mais conhecido do gênero Urtica. A planta tem pêlos urticantes ocos chamados tricomas em suas folhas e caules, que agem como agulhas hipodérmicas, injetando histamina e outras substâncias químicas que produzem uma sensação de ardor quando contactado por seres humanos e outros animais. A planta tem uma longa história de uso como um medicamento e como uma fonte de alimento.